# U-1272
U-1272 – niemiecki okręt podwodny (U-Boot) typu VII C/41 z okresu II wojny światowej. Okręt wszedł do służby w 1944 roku.

## Historia
Wcielony do 8. Flotylli U-Bootów celem szkolenia załogi, od marca 1945 roku w 11. Flotylli jako jednostka bojowa. 
U-1272 odbył jeden patrol bojowy, przerwany zakończeniem wojny, podczas którego nie zatopił żadnej jednostki przeciwnika.
Poddany 10 maja 1945 roku w Bergen (Norwegia), przebazowany 30 maja do Loch Ryan (Szkocja). Zatopiony 8 grudnia 1945 roku w ramach operacji Deadlight przez samoloty z lotniskowca eskortowego HMS „Nairana”.